# Aldus Corporation

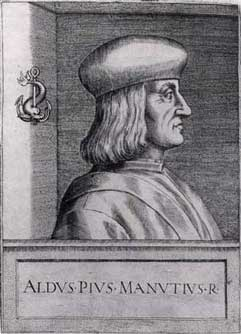
Aldus Manutius

Aldus Corporation (genoemd naar de 15e-eeuwse Venetiaanse drukker Aldus Manutius) was een Amerikaans softwarebedrijf dat bestond tussen februari 1984 en november 1994. Het bedrijf ontwikkelde het programma PageMaker voor de Apple Macintosh. Aan het programma wordt vaak de creatie van de Desktop publishing-sector toegekend. De stichter en voorzitter van Aldus was Paul Brainerd.
PageMaker werd uitgebracht in juli 1985, en steunde op Adobes PostScript paginabeschrijvingstaal. Voor uitvoer gebruikte het de Apple LaserWriter, een PostScript laserprinter. PageMaker voor de PC verscheen in 1986, maar tegen die tijd was de Mac reeds het de facto dtp-platform, waarbij Adobe Illustrator en Adobe Photoshop de suite van grafische ontwerpsoftware vervolledigden.
Aldus bood later FreeHand, een programma dat leek op Illustrator. Het programma werd verkregen via een licentie van Altsys, dat ook Fontographer ontwikkelde. Gedurende de jaren 90 won QuarkXPress terrein van PageMaker, en het leek steeds vreemder dat Adobe – die PostScript gecreëerd hadden, wat zo vitaal was voor de werking van dtp – nog steeds geen eigen paginabeschrijvingsprogramma bood. Dit werd opgelost in september 1994 toen Aldus overgenomen werd door Adobe Systems (een overeenkomst waarin FreeHand naar Macromedia ging). Tegenwoordig is Adobes product dat met QuarkXPress concurreert Adobe InDesign, terwijl het ontwikkelen en aanbieden van PageMaker, dat een tijdlang nog aangeboden werd voor de eenvoudiger dtp-markt, nu stopgezet is.